# Guntersdorf (Herborn)
Guntersdorf ist ein Stadtteil von Herborn im mittelhessischen Lahn-Dill-Kreis. Der Ort liegt am Ostrand des Westerwaldes, im unteren Rehbachtal, 5 1⁄2 km südwestlich der Kernstadt. Nördlich auf der Höhe führt die B 255 entlang, mit dem nächstgelegenen Anschluss an die A 45 (Herborn-West).

## Geschichte

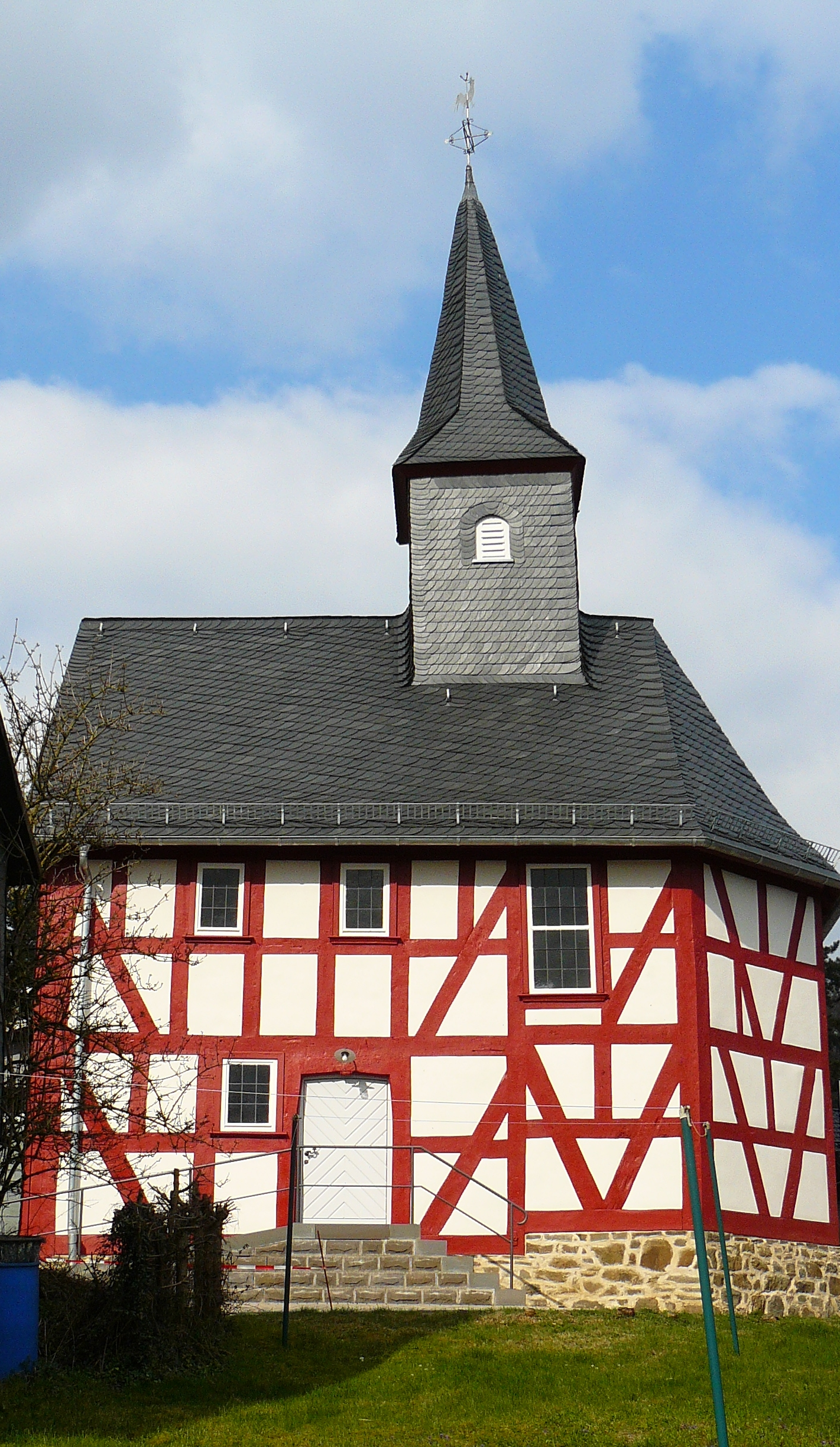
Evangelische Kirche

### Ortsgeschichte
Guntersdorf war bereits im frühen Mittelalter besiedelt. Die älteste bekannte urkundliche Erwähnung ist aus dem Jahr 1337 überliefert. Schon im ausgehenden Mittelalter besaß der Ort eine Jacobskapelle. Die heutige Fachwerkkapelle wurde im Jahr 1685 erbaut. Im Dorf stehen zwei benachbarte historische Mühlenanwesen.
Im Mittelalter wurden in Guntersdorf historische Funde aus der Römerzeit geborgen, die heute im Privatbesitz sind.
Im Zweiten Weltkrieg stürzte ein Flugzeug der britischen Royal Air Force bei dem Dorf ab.
Hessische Gebietsreform (1970–1977)
Im Zuge der Gebietsreform in Hessen wurde am 1. Oktober 1971 die bis dahin selbständige Gemeinde Guntersdorf auf freiwilliger Basis als Stadtteil nach Herborn eingegliedert. Für den Stadtteil Guntersdorf wurde, wie für die anderen nach Herborn eingegliederten Gemeinden, ein Ortsbezirk mit Ortsbeirat und Ortsvorsteher nach der Hessischen Gemeindeordnung eingerichtet.

### Verwaltungsgeschichte im Überblick
Die folgende Liste zeigt die Herrschaftsgebiete und Staaten, in denen Guntersdorf lag, bzw. die Verwaltungseinheiten, denen es unterstand:
- vor 1739: Heiliges Römisches Reich, Grafschaft/Fürstentum Nassau-Dillenburg, Amt Herborn
- ab 1739: Heiliges Römisches Reich, Fürstentum Nassau-Diez, Amt Herborn
- 1806–1813: Großherzogtum Berg, Département Sieg, Arrondissement Dillenburg, Kanton Herborn
- 1813–1815: Fürstentum Nassau-Oranien, Amt Herborn
- ab 1816: Herzogtum Nassau[Anm. 1], Amt Herborn
- ab 1849: Herzogtum Nassau, Kreisamt Herborn[Anm. 2]
- ab 1854: Herzogtum Nassau, Amt Herborn
- ab 1867: Norddeutscher Bund[Anm. 3], Königreich Preußen, Provinz Hessen-Nassau, Regierungsbezirk Wiesbaden, Dillkreis[Anm. 4]
- ab 1871: Deutsches Reich, Königreich Preußen, Provinz Hessen-Nassau, Regierungsbezirk Wiesbaden, Dillkreis
- ab 1918: Deutsches Reich, Freistaat Preußen, Provinz Hessen-Nassau, Regierungsbezirk Wiesbaden, Dillkreis
- ab 1932: Deutsches Reich, Freistaat Preußen, Provinz Hessen-Nassau, Regierungsbezirk Wiesbaden, Landkreis Dillenburg
- ab 1933: Deutsches Reich, Freistaat Preußen, Provinz Hessen-Nassau, Regierungsbezirk Wiesbaden, Dillkreis
- ab 1944: Deutsches Reich, Freistaat Preußen, Provinz Nassau, Dillkreis
- ab 1945: Amerikanische Besatzungszone, Groß-Hessen, Regierungsbezirk Wiesbaden, Dillkreis
- ab 1946: Amerikanische Besatzungszone, Hessen, Regierungsbezirk Wiesbaden, Dillkreis
- ab 1949: Bundesrepublik Deutschland, Hessen, Regierungsbezirk Wiesbaden, Dillkreis
- ab 1968: Bundesrepublik Deutschland, Hessen, Regierungsbezirk Darmstadt, Dillkreis
- ab 1971: Bundesrepublik Deutschland, Hessen, Regierungsbezirk Darmstadt, Dillkreis, Gemeinde Burg[Anm. 5]
- ab 1977: Bundesrepublik Deutschland, Hessen, Regierungsbezirk Darmstadt, Lahn-Dill-Kreis, Stadt Herborn
- ab 1981: Bundesrepublik Deutschland, Hessen, Regierungsbezirk Gießen, Lahn-Dill-Kreis, Stadt Herborn

### Bevölkerung

#### Einwohnerentwicklung
| Guntersdorf: Einwohnerzahlen von 1834 bis 2020 | Guntersdorf: Einwohnerzahlen von 1834 bis 2020 | Guntersdorf: Einwohnerzahlen von 1834 bis 2020 | Guntersdorf: Einwohnerzahlen von 1834 bis 2020 | Guntersdorf: Einwohnerzahlen von 1834 bis 2020 |
| --- | ---------------------------------------------- | ---------------------------------------------- | ---------------------------------------------- | ---------------------------------------------- |
| Jahr |                                                |                                                |                                                | Einwohner                                      |
| 1834 | 1834                                           |                                                | 162                                            | 162                                            |
| 1840 | 1840                                           |                                                | 172                                            | 172                                            |
| 1846 | 1846                                           |                                                | 188                                            | 188                                            |
| 1852 | 1852                                           |                                                | 183                                            | 183                                            |
| 1858 | 1858                                           |                                                | 182                                            | 182                                            |
| 1864 | 1864                                           |                                                | 199                                            | 199                                            |
| 1871 | 1871                                           |                                                | 193                                            | 193                                            |
| 1875 | 1875                                           |                                                | 198                                            | 198                                            |
| 1885 | 1885                                           |                                                | 191                                            | 191                                            |
| 1895 | 1895                                           |                                                | 212                                            | 212                                            |
| 1905 | 1905                                           |                                                | 210                                            | 210                                            |
| 1910 | 1910                                           |                                                | 230                                            | 230                                            |
| 1925 | 1925                                           |                                                | 269                                            | 269                                            |
| 1939 | 1939                                           |                                                | 257                                            | 257                                            |
| 1946 | 1946                                           |                                                | 330                                            | 330                                            |
| 1950 | 1950                                           |                                                | 336                                            | 336                                            |
| 1956 | 1956                                           |                                                | 333                                            | 333                                            |
| 1961 | 1961                                           |                                                | 310                                            | 310                                            |
| 1967 | 1967                                           |                                                | 363                                            | 363                                            |
| 1980 | 1980                                           |                                                | ?                                              | ?                                              |
| 1990 | 1990                                           |                                                | ?                                              | ?                                              |
| 1997 | 1997                                           |                                                | 315                                            | 315                                            |
| 1999 | 1999                                           |                                                | 341                                            | 341                                            |
| 2003 | 2003                                           |                                                | 350                                            | 350                                            |
| 2008 | 2008                                           |                                                | 338                                            | 338                                            |
| 2011 | 2011                                           |                                                | 324                                            | 324                                            |
| 2014 | 2014                                           |                                                | 334                                            | 334                                            |
| 2018 | 2018                                           |                                                | 354                                            | 354                                            |
| 2020 | 2020                                           |                                                | 344                                            | 344                                            |
| Datenquelle: Historisches Gemeindeverzeichnis für Hessen: Die Bevölkerung der Gemeinden 1834 bis 1967. Wiesbaden: Hessisches Statistisches Landesamt, 1968. Weitere Quellen: nach 1970 Stadt Herborn: Einwohnerzahlen; Zensus 2011 |                                                |                                                |                                                |                                                |

#### Religionszugehörigkeit
| • 1885: | 191 evangelische (= 100,00 %) Einwohner                                |
| • 1961: | 273 evangelische (= 88,06 %), und 32 katholische (= 10,32 %) Einwohner |

## Politik

### Ortsbeirat
Für Guntersdorf gibt es einen Ortsbeirat mit einem Ortsvorsteher. Der Ortsbeirat besteht aus fünf Mitgliedern. Nach den Kommunalwahlen in Hessen 2021 ist Ramin Behnam Ortsvorsteher.

### Partnerschaften
Zwischen Guntersdorf (Herborn) und Guntersdorf in Niederösterreich besteht seit 1970 eine Städtepartnerschaft, die durch alljährliche Besuche beider Dörfer aufrechterhalten wird.

## Kulturdenkmäler
Siehe Liste der Kulturdenkmäler in Guntersdorf